# Sneyd Green
Sneyd Green – dzielnica miasta Stoke-on-Trent, w Anglii, w Staffordshire, w dystrykcie (unitary authority) Stoke-on-Trent. W 2011 miejscowość liczyła 5342 mieszkańców.